# Смерть Шишупалы
«Смерть Шишупалы», или «Шишупала-бадха» (санскр. शिशुपालवधम्, IAST: Śiśupāla-vadhaṃ), — классическая санскритская поэма, созданная индийским поэтом Магхой в VII или VIII веке. Это сочинение, состоящее из 20 песен и 1800 богато украшенных строф, входит в число шести санскритских эпосов и относится к литературному жанру эпических поэм (махакавья). Сюжетом служит история царя Шишупалы из царства Чеди, двоюродного брата Кришны, рассказываемая и в Махабхарате.

## Сюжет
Шишупала родился с тремя глазами и четырьмя руками. Родители хотели покинуть его в пустынном месте, но таинственный голос запретил им сделать это, указывая, что время Шишупалы ещё не пришло. Голос предсказал также, что лишние части тела ребёнка исчезнут, если некое лицо возьмёт его на колени, причём прибавил, что это же лицо будет и его убийцей. Кришна взял ребёнка к себе на колени, и действительно лишние глаза и руки дитяти исчезли.
Впоследствии Шишупала стал непримиримым врагом Кришны, похитившего у Шишупалы его наречённую жену Рукмини. Вражда закончилась тем, что Кришна умертвил Шишупалу во время великого жертвоприношения царя Юдхи-штхиры.

## В Вишну-пуране
В Вишну-пуране Шишупала является вторичным воплощением царя демонов-дайтья — Хираньякашипу, убитого богом Вишну, который принял форму человека-льва (Нарасимха). Вражда Шишупалы к Кришне, тоже воплощению бога Вишну, объясняется как возрождение ненависти Гираньякашипу к Вишну, кончающееся опять поражением бывшего демона.

## Издания
Поэма «Смерть Шишупалы» была неоднократно издана, в том числе с комментарием Маллинатхи (жил между 1350—1450 годами), Дживанандой Видьясагарой (Калькутта, 1875). Были издания 1883 года (Бенарес), 1884 года — (Калькутта) и 1890 года — (Бомбей, под ред. Васудева Лакшмана Шастри Пансикара).

## Переводы
- Неполный (только XI песен) немецкий перевод Шюца (доктор C. Schütz; Билефельд, 1843)[1].
- Французский перевод Ипполита Фоша[фр.]: «Une tétrade, etc.» (т. III, Париж, 1863, с приложением словаря редких слов, употреблённых в поэме)[1].